# Leptocyclopodia obliqua
Leptocyclopodia obliqua är en tvåvingeart som först beskrevs av Oskar Theodor 1959.  Leptocyclopodia obliqua ingår i släktet Leptocyclopodia och familjen lusflugor. Inga underarter finns listade i Catalogue of Life.